# حب واحد
حب واحد (بالإنجليزية: OneLove)‏ هي حملة مناهضة للتمييز ومناهضة للعنصرية وحقوق المثليين وحقوق الإنسان، بدأها الاتحاد الهولندي لكرة القدم، بداية موسم 2020 لكرة القدم والتي تدعو لاعبي كرة القدم إلى ارتداء شارات بألوان قوس قزح، أثار الشارة الجدل عند ارتدائه في الدول التي لديها قوانين مناهضة للمثليين ومزدوجي الميل الجنسي ومغايري الهوية الجنسانية، وأصبح حدث بارزًا أثر اللغط خلال بطولة كأس العالم 2022 لكرة القدم في قطر.، عندما قرر اتحادات منتخبات إنجلترا وويلز وبلجيكا وهولندا وسويسرا وألمانيا والدنمارك ارتداء هذه الشارات في بطولة كأس العالم في إشارة القيادة كرسالة لمكافحة التمييز ودعم مجتمع لمجتمع المثليين قبل أن يحذر الفيفا الاتحادات بأن اللاعبين سيحصلون على بطاقة صفراء إن فعلوا ذلك، وعليه أصدرت إنجلترا وويلز وبلجيكا وألمانيا والدنمارك وهولندا وسويسرا بيانًا مشتركًا يؤكدون فيه أنهم لن يرتدوا شارة حب واحد لأن الفيفا "أوضحت أنها ستفرض عقوبات رياضية" ذكر فيه.
| حب واحد | نحن محبطون للغاية من قرار الفيفا الذي نعتقد أنه غير مسبوق". "كان الفيفا واضحًا جدًا في أنه سيفرض عقوبات رياضية إذا ارتدى قباطنتنا شارات الذراع في ميدان اللعب. كنا مستعدين لدفع غرامات تنطبق عادةً على انتهاكات لوائح المعدات ولدينا التزام قوي بارتداء شارة القيادة. ومع ذلك ، لا يمكننا وضع لاعبينا في موقف حيث قد يتم حجزهم أو حتى إجبارهم على مغادرة ميدان اللعب - لقد كتبنا إلى الفيفا في سبتمبر لإبلاغهم برغبتنا في ارتداء شارة One Love" تدعم بنشاط الاندماج في كرة القدم ، ولم نتلقى أي رد ". | حب واحد |

بعد هذا القرار أثارت كل من وزيرة الداخلية الألمانية نانسي فيزر، ضجة بين نشطاء على مواقع التواصل الاجتماعي بعد ظهورها خلال مباراة منتخب بلادها بمونديال قطر 2022 مرتدية شارة "حب واحد". ووزيرة الخارجية البلجيكية حجة لحبيب التي كانت تحمل شعار "الحب الواحد" على ذراعها في مباراة بلادها بلجيكا ضد منتخب كندا.
قدم الفيفا حملة "لا تمييز" الخاصة به والتي كان من المقرر أن تدخل حيز التنفيذ فقط من في مرحلة ربع النهائي لكن تم السماح لجميع القادة بارتداء أحد هذه الأذرع طوال البطولة.

## تاريخ

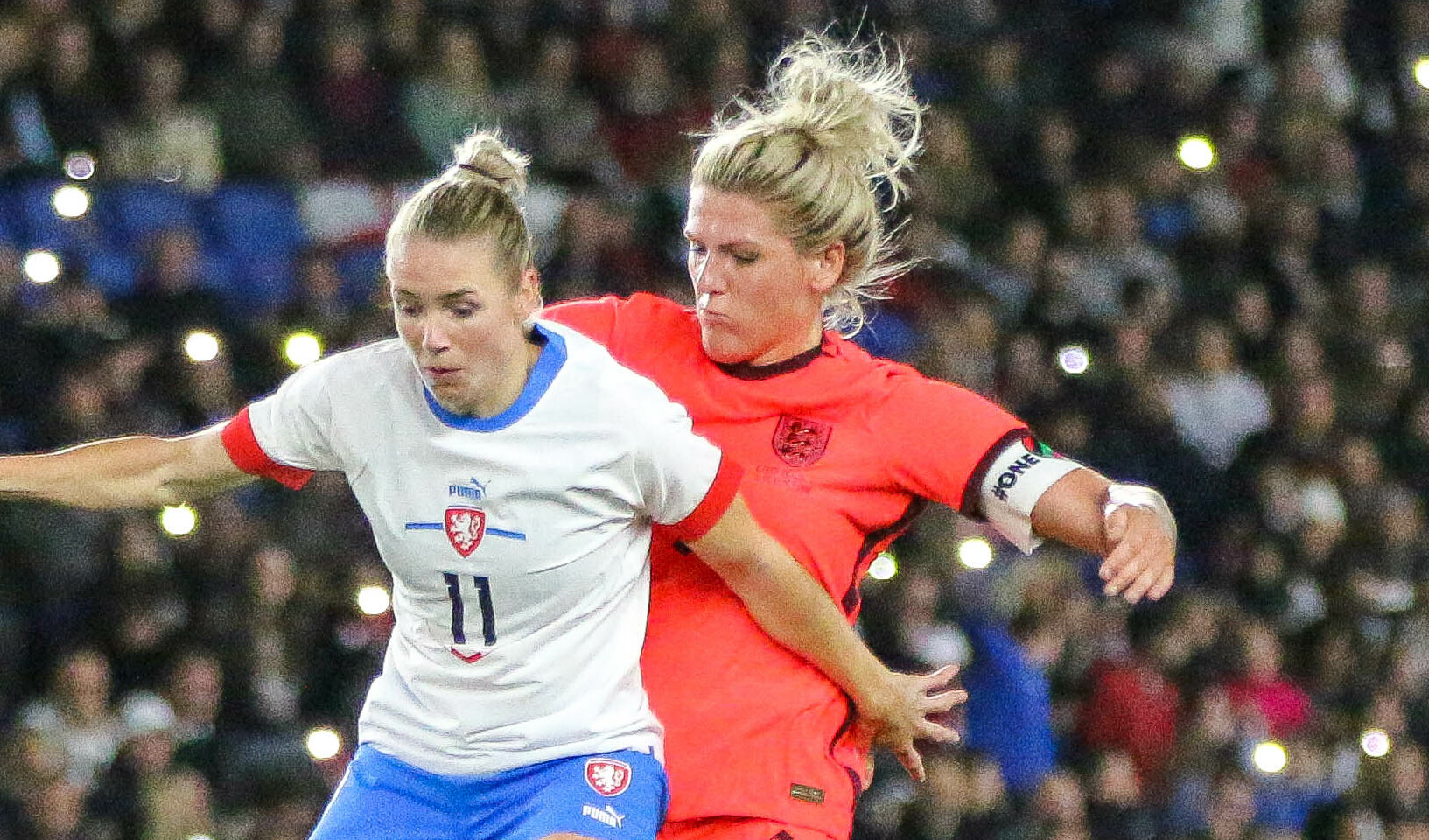
قائدة منتخب إنجلترا لكرة القدم للسيدات ميلي برايت (على اليمين) ترتدي شارة قيادة مع عبارة «One Love» أثناء وديّة في إسبانيا في تشرين الأول/أكتوبر 2022.

بدأت حملة حب واحد في هولندا بداية موسم كرة القدم في عام 2020 ببيان دعا الجميع للانضمام إلى عائلة كرة القدم. وعارض البيان أي شكل من أشكال التمييز، وأكد أن كرة القدم توحد الملايين من الناس في جميع أنحاء العالم من جميع أماكن المجتمع. ظهرت هذه الرسالة على اللوحات الإعلانية في ملاعب كرة القدم حيث كان المنتخب الهولندي يلعب مبارياته. تم ارتداء شعار حب واحد أيضًا على قمصان المباريات خلال نهائي كأس هولندا الذي تنافس فيه أياكس و ايندهوفن. ثم قامت الحملة بنشر إعلاناتها في وسائل الإعلام المطبوعة والفيديو. ارتدى كابتن هولندا جورجينيو فينالدوم شارة حب واحد خلال بطولة أمم أوروبا لكرة القدم 2020.
في حين أن شارة حب واحد لا تدعم فقط حقوق مجتمع الميم، إلا أن شعبيتها المتزايدة في كرة القدم في أوروبا دفعت بعض القادة إلى ارتداء شارة تصميم قوس قزح بالكامل من إنتاج مجموعة ستونوول البريطانية للدفاع عن مجتمع الميم، والتي عززت حملتها لأربطة قوس قزح من أجل رؤية مجتمع الميم في الرياضة منذ عام 2013. في بطولة كأس الأمم الأوروبية للسيدات 2022، ارتدت القائدات شكلاً من أشكال قوس قزح، بما في ذلك كابتن إنجلترا ليا ويليامسون، كابتن منتخب السويد كوسوفاري أصلاني، وقائدة النرويج أدا هيجربيرج.